# 弗罗贝尼乌斯定理
弗罗贝尼乌斯定理指出（{\displaystyle C^{1}}光滑的情况）：
U为Rn的开集，F是Ω1(U)的常数阶r阶的子模。则F可积当且仅当对每个p ∈ U茎(stalk)Fp由r个恰当微分形式给出。
几何上来看，它说每个1-形式的r阶可积模和一个余维为r的层相同。这是研究向量场和层理论的基本工具之一。
这个结论在解析1-形式和和乐情况下也成立，但要把R换成C。它可以推广到高阶的微分形式，在有些条件下，也可以推广到有奇点的情况。
也有用向量场表达的定理。存在和如下向量场相切的V的子流形的充分条件
X1, X2, ..., Xr,
可以表达为任意两个场的李括号
[Xi,Xj]
包含在这些场撑成的空间中。因为李括号可在子空间上取，这个条件也是必要的。定理的这两种表述是因为李括号和外微分是相关的。
上面最后这个表述可以用来表明向量场在流形上的可积性。定理的这个变种表明流形M上的任何光滑向量场X可以积分，得到一个单参数族的曲线。这个可积性是因为定义曲线的方程是一阶常微分方程，所以可积性有皮卡-林德洛夫定理保证。